# ブラウン郡 (ミネソタ州)

ミネソタ州内の位置

ブラウン郡（Brown County）は、アメリカ合衆国ミネソタ州に位置する郡である。人口は26,911人（2000年）である。郡庁所在地はNew Ulmである。

## 地理
アメリカ合衆国統計局によると、この郡は総面積1,602 km2 (619 mi2) である。このうち1,582 km2 (611 mi2) が陸地で20 km2 (8 mi2) が水地域である。総面積の1.25%が水地域となっている。

### 隣接する郡
- ニコレット郡  (北東)
- ブルーアース郡  (南西)
- ワトンワン郡  (南)
- コットンウッド郡  (南東)
- レッドウッド郡  (北西)
- レンビル郡  (北西)

## 人口動勢
2000年国勢調査で、この郡は人口26,911人、10,598世帯、及び7,164家族が暮らしている。人口密度は17/km2 (44/mi2) である。7/km2 (18/mi2) の平均的な密度に11,163軒の住宅が建っている。この郡の人種的な構成は白人97.82%、アフリカン・アメリカン0.10%、先住民0.12%、アジア0.41%、太平洋諸島系0.01%、その他の人種0.91%、及び混血0.63%である。ここの人口の2.03%はヒスパニックまたはラテン系である。
この郡内の住民は25.30%が18歳未満の未成年、18歳以上24歳以下が9.70%、25歳以上44歳以下が25.60%、45歳以上64歳以下が21.90%、及び65歳以上が17.50%にわたっている。中央値年齢は38歳である。女性100人ごとに対して男性は98.20人である。18歳以上の女性100人ごとに対して男性は95.90人である。
この郡内の世帯ごとの平均的な収入は39,800米ドルであり、家族ごとの平均的な収入は49,811米ドルである。男性は32,347米ドルに対して女性は23,918米ドルの平均的な収入がある。この郡の一人当たりの収入 (per capita income) は19,535米ドルである。人口の6.40%及び家族の4.40%は貧困線以下である。全人口のうち18歳未満の7.00%及び65歳以上の9.80%は貧困線以下の生活を送っている。

## 都市及び町

### 都市
- Cobden
- Comfrey†
- エバン
- Hanska
- New Ulm
- スリーピーアイ
- スプリングフィールド

### 郡区
- Albin Township
- Bashaw Township
- バーンズタウン郡区
- コットンウッド郡区
- Eden Township
- ホーム郡区
- Lake Hanska Township
- Leavenworth Township
- Linden Township
- ミルフォード郡区
- Mulligan Township
- North Star Township
- Prairieville Township
- Sigel Township
- スターク郡区
- Stately Township

† Comfrey の小さな一部はコットンウッド郡に広がっている。